# 風祭 (テレビドラマ)
『風祭』（かざまつり）は、フジテレビ系列で放映されたテレビドラマ。1984年2月1日から同年4月25日まで「平岩弓枝ドラマシリーズ」枠で放映された。

## 概要
50代と20代の二人の女性が、結婚というものを意識してどう心情が揺れて生きていくのか、世代の異なる二人の女性の姿を、女性にとって結婚とは何かをテーマにしながら描いたミステリーロマン。
ヒロイン・新倉三重子は外交評論家の加賀利之の秘書。50歳を過ぎても独身であった三重子は叔母の死後に数十億円という莫大な遺産を相続し、叔母の納骨のため故郷の五島列島・福江島に向かい、その船上で十年前にプロポーズされた相手の佐和木良行と再会。二人は三重子の叔母に結婚を反対されて別れ別れになっていた。実は佐和木は三重子と別れて以後、二度の結婚歴があり、しかもその先妻は二人とも外国で謎の事故に遭い、死別していた。そのことを寂しそうに告げた佐和木のかげりのある姿に同情する三重子。佐和木の面倒をみていくうちに、三重子はすっかり心を許すようになる。しかしそんな二人にしつこくカメラを向ける男、小谷章の姿があった。小谷はテレビ局の報道部長で、三重子が秘書を務める加賀とは知り合いの仲であり、妻の和子はルポライターだが別居中。和子は海外で日本人の事故を調査している最中に、佐和木の先妻二人の死因に疑いを持つようになる。やがて三重子と佐和木もこの渦に巻き込まれることに――。

## キャスト[5]
- 新倉三重子：八千草薫
53歳。若い頃に両親を亡くしている。加賀利之は父の後輩である関係で、加賀の秘書を務めている。叔母の死去に伴い、遺産数十億円を相続した。
- 佐和木良行：高橋昌也
東京・六本木で西洋骨董品店「佐和木」を経営。二度の結婚歴があるが、その妻は二人とも謎の不慮の事故に遭い死別している。
- 小谷麻子：古手川祐子
三重子の知人で20代。小谷章の一人娘で、大学の研究室で助手を務めている。母・和子に似て好奇心が強いが、思いやりのある所は父譲り。石田研一と恋愛中である。
- 小谷章：高橋悦史
Bテレビ局報道部長。妻の和子とは別居中。自分の父が加賀利之と同期だった縁で三重子と知り合い、やがて三重子に好意を持つようになった。ぶっきら棒な所があるが根は優しい。
- 小谷和子：水野久美
小谷章と別居中の妻で、ルポライター。海外で起きる日本人の災難や日本人がらみの事件のことについて執筆した記事が各方面の雑誌に掲載され、人気である。佐和木の元妻二人の死の経緯について興味を持ち、調査を開始する。
- 石田研一：高岡健二
若手の有望カメラマン。小谷章には新聞社に所属していた時から有望視され、その小谷と共にBテレビに移籍して活躍。麻子のことは心から愛しているという関係。
- 岸井保：井上純一
三重子とともに加賀の秘書を務める青年。性格は明るく映画好き。先輩の三重子には憧れを抱いている。石田とも気が合い、石田と麻子の交際にも好意的である。
- 村林光江：吉行和子
- 小谷芳江：大路三千緒
- 加賀静子：久我美子
- 加賀利之：山村聡
外交官として各国の大使を歴任。退官後も外交評論家として外交問題の権威として、執筆や講演などで活動。自分の先輩の娘の三重子の親代わり的存在でもある。

## スタッフ
- 作：平岩弓枝
- 演出：諏佐正明（第1 - 3、5、6、9、10、13各話）舛田明廣（第4、7、8、11、12各話）
- 音楽：樋口康雄
- 主題歌：石川優子「風のセレナーデ」